# Schismatogobius vitiensis
Schismatogobius vitiensis es una especie de pez de la familia de los Gobiidae en el orden de los Perciformes.

## Morfología
Los machos pueden llegar a alcanzar los 4,1 cm de longitud total.

## Hábitat
Es un pez de Agua dulce, de clima tropical (23 °C-26 °C) y demersal. 

## Distribución geográfica
Se encuentra en Oceanía: Fiyi.

## Observaciones
Es inofensivo para los humanos. 